# Kanton Bruyères
Bruyères is een kanton van het departement Vogezen in Frankrijk. Het kanton maakt deel uit van de arrondissementen Épinal (37)en Saint-Dié-des-Vosges (14)

## Gemeenten
Het kanton Bruyères omvatte tot 2014 de volgende 30 gemeenten:
- Aydoilles
- Beauménil
- Bruyères (hoofdplaats)
- Champ-le-Duc
- Charmois-devant-Bruyères
- Cheniménil
- Destord
- Deycimont
- Docelles
- Dompierre
- Fays
- Fiménil
- Fontenay
- Girecourt-sur-Durbion
- Grandvillers
- Gugnécourt
- Laval-sur-Vologne
- Laveline-devant-Bruyères
- Laveline-du-Houx
- Lépanges-sur-Vologne
- Méménil
- La Neuveville-devant-Lépanges
- Nonzeville
- Padoux
- Pierrepont-sur-l'Arentèle
- Prey
- Le Roulier
- Sainte-Hélène
- Viménil
- Xamontarupt

Bij de herindeling van de kantons door het decreet van 27 februari 2014, met uitwerking op 22 maart 2015, werden daar volgende 21 gemeenten aan toegevoegd : 
- Badménil-aux-Bois
- Bayecourt
- Belmont-sur-Buttant
- Biffontaine
- Bois-de-Champ
- Brouvelieures
- Champdray
- Domèvre-sur-Durbion
- Domfaing
- Fremifontaine
- Herpelmont
- Jussarupt
- Mortagne
- Pallegney
- Les Poulières
- Rehaupal
- Les Rouges-Eaux
- Sercœur
- Vervezelle
- Villoncourt
- Zincourt